# Vinåstjärnen, Lappland
Vinåstjärnen är en sjö i Lycksele kommun i Lappland och ingår i Öreälvens huvudavrinningsområde.